# Atzél Elemér
Atzél Elemér (Kemenesmagasi, 1888. április 10. – Budapest, 1954. december 16.) magyar gyógyszerész, orvos, fogorvos, jogász.

## Élete
Atzél Elemér 1888-ban született a Vas vármegyei Kemenesmagasiban, Atzél György és Csupor Terézia fiaként. Siófokon volt gyógyszerész-gyakornok, majd 1911-ben a Budapesti Tudományegyetemen szerzett gyógyszerész diplomát. Ugyanitt 1917-ben orvosdoktori, majd 1921-ben jogtudományi doktori oklevelet is szerzett. 1921 és 1933 között a Népjóléti és Munkaügyi Minisztérium miniszteri titkára volt. 1926-ban a magyar közegészségügyi és közigazgatási jogból magántanári képesítést szerzett és a Pázmány Péter Tudományegyetem Orvostudományi Karának magántanára, majd 1935-ben címzetes nyilvános rendkívüli tanára lett. 1931-ben tisztiorvosi, 1934-ben ügyvédi vizsgát tett. 1933-tól 1944-ig a Belügyminisztérium (BM) XIII/a Egészségügyi és Rendészeti Alosztályának vezetője volt címzetes miniszteri osztálytanácsosi rangban.
Egészségügyi és gyógyszerészeti közigazgatással foglalkozott, összegyűjtötte a magyarországi egészségügyi és gyógyszerészeti törvényeket, számos gyógyszerészeti rendeletet kodifikált. A korabeli egészségügyi rendeletekettörvénybe foglalta, és 1928-tól 1944-ig szerkesztette az Egészségügyre vonatkozó törvények és rendeletek gyűjteménye c. mű köteteit. Nevéhez fűződik a Gyógyszerészek Országos Jóléti Alapjának kezdeményezése, amely több bérházat is megvásárolt Budapesten, melyek bevételéből nyugdíjat biztosított a patikusoknak, illetve özvegyeiknek és árváiknak. 1939-ben a Szent István Akadémia II. osztályának tagjává választották. A második világháború után, közel hatvanévesen fogorvosi szakképesítést is szerzett és rendelőt nyitott, ahol haláláig praktizált. 1954-ben hunyt el Budapesten.